# François Jean-Philippe de Boccard

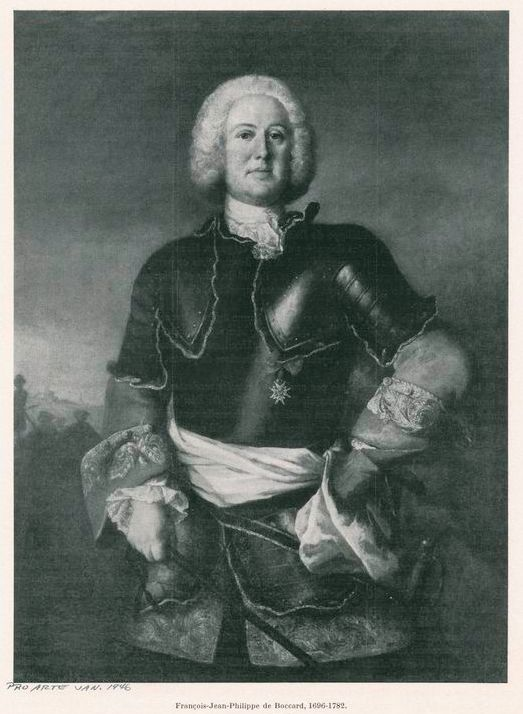
Porträt des François Jean Philippe de Boccard

François Jean-Philippe de Boccard (* 31. März 1696 in Vuippens (Greyerzbezirk); † 24. Februar 1782 in Freiburg) war ein Schweizer Militär in französischen Diensten im Zeitalter der Aufklärung und war als Maréchal de camp  an fast allen Feldzügen des Königs Ludwig XV. beteiligt. Er bekleidete außerdem die Stellung eines Lieutenant-général.

## Leben
François Jean-Philippe (eigentlich François Joseph Philippe Jean) de Boccard war der Sohn des Pierre-Nicolas de Boccard (1671–1729), Vogt von Vuippens, und der Marie Catherine Rose geb. de Maillard (1672–1717). Sein Bruder war der spätere Bischof von Lausanne, Joseph Hubert de Boccard.

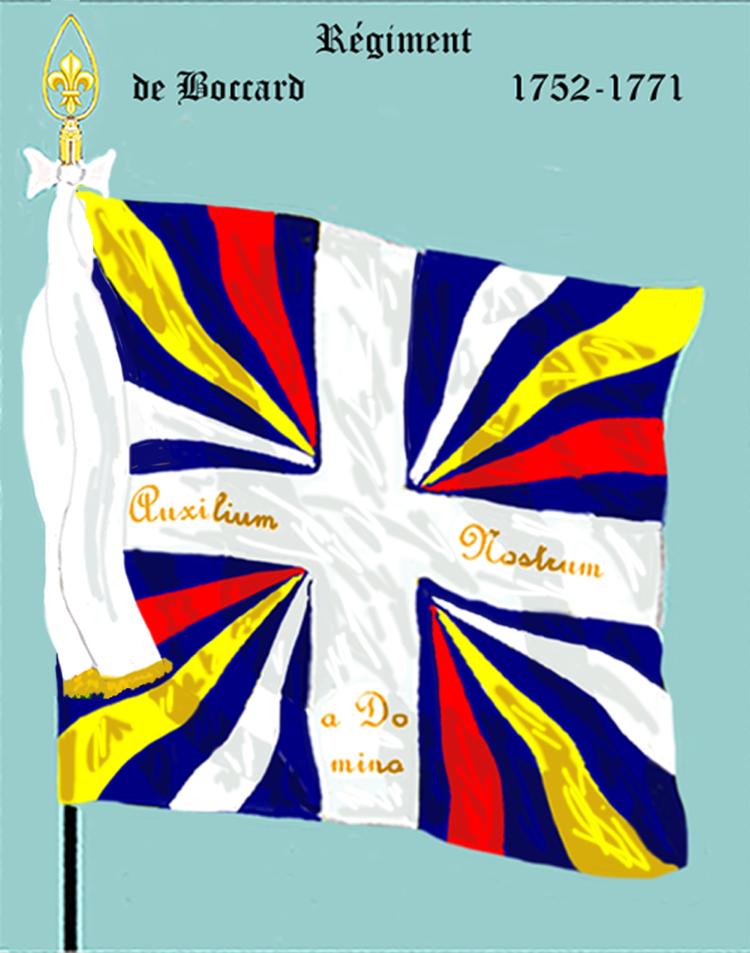
Regiment de Boccard, Fahne 1752

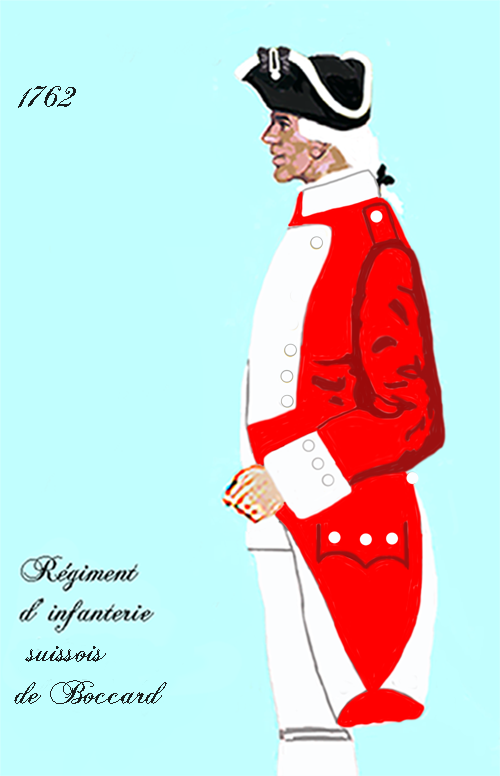
Regiment de Boccard, Uniform 1762

François de Boccard begann seine militärische Karriere im Dienste Frankreichs als Kadett der Kompanie von François de Reynold im Régiment de Castella im August 1716. Ab 1718 wurde er Fähnrich im Regiment Gardes Suisses, in welchem er anschließend Sous-lieutenant (1720), Aide-Major (1729) und seit 13. April 1738 Major wurde. Am 30. März 1735 wurde ihm der Ordre royal et militaire de Saint-Louis (Chevalier de Saint-Louis) verliehen. Er nahm an den Feldzügen am Rhein (1734–1735), in Flandern, im Elsass und Brabant (1742–1748) teil, und wurde am 1. Juni 1745 zum Brigadier des armes du roi befördert. Er war an den Belagerungen von Phillipsburg und Ypern beteiligt und zeichnete sich in der Schlacht bei Fontenoy aus. Am 10. Mai 1748 erfolgte die Beförderung zum Maréchal de camp. Ab 12. März 1752 verliess er die Schweizergarde und erhielt als Regimentsinhaber ein eigenes Infanterieregiment, das ehemalige schweizerische Regiment „Fégely de Seedorff“, das bis 1782 den Namen Régiment de Boccard trug. Zudem machte Ludwig XV ihn zum Gouverneur der Stadt Roermond, was er bis zum 28. Juni 1758 blieb, als er die Stadt im Siebenjährigen Krieg hannoveranisch-preussischen Truppen übergeben musste (Die Stadt wurde bis 17. Juli von Resten des Regiments Dreves unter Oberstleutnant Gottlieb Christian von Ramdohr gehalten, wonach sie erneut in französische Hände fiel und am 24. Juli bis 3. August wiederum durch den hannoverschen Oberst Heinrich Wilhelm von Linstow besetzt wurde).
Am 17. Dezember 1759 wurde Boccard die Stellung eines Lieutenant-général verliehen. Ab 1762 zog sich Boccard ins Privatleben zurück. Für den Umbau des Familiensitzes, Schloss Jetschwil, sicherte sich François-Jean-Philippe de Boccard 1765 unter anderem die Mitarbeit des Malers Gottfried Locher. Ab 1770 war Boccard der Eigentümer des Schlosses und Landgutes Jetschwil, das schon seit dem Jahr 1710 im Familienbesitz stand, als seine Mutter Marie-Rose de Maillard, die Gattin von Pierre-Nicolas de Boccard, das im Besitz ihrer Schwester Marie-Marguerite de Pontherose befindliche Landgut erworben hatte.
François-Philippe war Mitglied einer Freimaurerloge (Première Loge de franc-maçons) im Kanton Fribourg. 1774 wurde er zum Kommandeur des Ordens Saint-Louis befördert. Er starb unverheiratet in Fribourg im Februar 1782.